# 藤真知子
藤 真知子（ふじ まちこ、8月30日 - ）は日本の児童文学作家、環境活動家。東京都出身。
東京女子大学英文科卒業。1985年、『まじょ子どんな子ふしぎな子』で第1回ポプラ社こどもの文学に入選しデビュー。以後、数多くの児童文学を執筆し、『まじょ子』シリーズと『わたしのママは魔女』シリーズはそれぞれ50作を越える長寿作品となっている。

## 著作
- まじょ子シリーズ（絵：ゆーちみえこ、ポプラ社）

1. まじょ子どんな子ふしぎな子（1985年12月）
2. ふしぎなくにのまじょ子（1986年7月）
3. いたずらまじょ子のボーイフレンド（1987年6月）
4. まじょ子のこわがらせこうかんにっき（1988年3月）
5. いたずらまじょ子のおかしのくに大ぼうけん（1988年9月）
6. まじょ子のすてきなおうじさま（1989年3月）
7. いたずらまじょ子とかがみのくに（1989年9月）
8. いたずらまじょ子のめざせ！スター（1990年4月）
9. いたずらまじょ子のなんでもいちばん？（1990年9月）
10. いたずらまじょ子のゲームのえほん（1990年12月）
11. いたずらまじょ子のヒーローはだあれ？（1991年2月）
12. いたずらまじょ子の王女さまになりたいな（1991年9月）
13. いたずらまじょ子とカレーの王子さま（1992年3月）
14. いたずらまじょ子のへんしんごっこ（1992年9月）
15. いたずらまじょ子とおまじない女王（1993年3月）
16. いたずらまじょ子とあくまのおたんじょう会（1993年9月）
17. いたずらまじょ子のおばけがいっぱい！（1994年3月）
18. いたずらまじょ子とおかしのおうち（1994年9月）
19. いたずらまじょ子と3つのおねがい（1995年3月）
20. ねむりの国のまじょ子（1995年9月）
21. いたずらまじょ子のゆうれいたいじ（1996年4月）
22. いたずらまじょ子とのろわれた小学校（1996年9月）
23. いたずらまじょ子といじわるルクチひめ（1997年4月）
24. いたずらまじょ子のおうちへどうぞ（1997年9月）
25. まじょ子と7にんのちっちゃなおばけ（1998年3月）
26. まじょ子と101ぴきのようかい（1998年9月）
27. まじょ子と3にんのこどもドラキュラ（1999年3月）
28. まじょ子の世界一かわいくなるぼうけん（1999年9月）
29. まじょ子とオオカミおとこウルルのたからさがし（2000年4月）
30. おいしい国のまじょ子（2000年10月）
31. まじょ子のすてきなハートうらない（2001年3月）
32. まほう小学校のまじょ子（2001年9月）
33. まじょ子のまほうテスト（2002年3月）
34. まじょ子とハムスター王国（2002年9月）
35. まじょ子とドキドキの森（2003年3月）
36. まじょ子とまいごのかいじゅうちゃん（2003年9月）
37. まじょ子とリボンの王国（2004年3月）
38. まじょ子とラブラブメロディの国（2004年10月）
39. まじょ子とシンデレラのゆうれい（2005年3月）
40. まじょ子の赤ずきん3にんむすめ（2005年9月）
41. まじょ子と空とぶパンダ（2006年3月）
42. まじょ子とチョコレートの国（2006年10月）
43. まじょ子のおしゃれプリンセス（2007年4月）
44. まじょ子とようせいの国（2007年10月）
45. まじょ子といちごの王子さま（2008年4月）
46. まじょ子とピンクのおばけひめ（2008年11月）
47. まじょ子とキラ☆キラのおしろ（2009年6月）
48. まじょ子とカワイイの大すき王子さま（2009年12月）
49. まじょ子とふしぎなまほうやさん（2010年7月）
50. まじょ子とランプの中のプリンセス（2011年1月）
51. まじょ子とデコ☆デコレーションの国（2011年4月）
52. まじょ子とサーカスの国の王子さま（2012年3月）
53. まじょ子とあこがれのステキまじょ（2012年9月）
54. まじょ子は恋のキューピット（2013年3月）
55. まじょ子とネコの王子さま（2013年10月）
56. まじょ子と黒ネコのケーキやさん（2014年3月）
57. まじょ子とこおりの女王さま（2014年10月）
58. まじょ子のおはなしパーラー（2015年3月）
59. まじょ子とハロウィンのまほう（2015年10月）
60. まじょ子とステキなおひめさまドレス（2018年4月）

- わたしのママは魔女シリーズ（絵：ゆーちみえこ、ポプラ社）

1. まほうの国からママがきた！（1988年7月）
2. 恋のまほうはママにおまかせ！（1988年12月）
3. ママのまほうはきけんがいっぱい！（1989年7月）
4. ママは怪盗紳士の大ファン！（1989年12月）
5. ママのまほうで大へんしん！（1990年7月）
6. ドラキュラさんようこそ！（1990年12月）
7. ママのまほうですてきなバカンス！（1991年5月）
8. ママのまほうで天才歌手！？（1991年12月）
9. ママのまほうでシンデレラ！？（1992年5月）
10. 転校生のママも魔女！？（1992年11月）
11. ユーレイくんはわたしに夢中！（1993年5月）
12. カオリはすてきなまほうつかい！？（1993年11月）
13. ボーイフレンドはすてきな王子！？（1994年5月）
14. まほうにかかったパパとママ！（1994年11月）
15. 恋するカオリは超能力者！？（1995年5月）
16. 大すきなスターはオオカミ男！？（1995年11月）
17. 今夜はまちじゅう悪霊さわぎ！？（1996年6月）
18. クラスメイトは霊感少年！！（1996年11月）
19. キャンプに氷の魔女がきた！！（1997年6月）
20. カオリはすてきなおひめさま！？（1997年11月）
21. ねらわれた学芸会の魔女！！（1998年5月）
22. ロマンチックなまほうがいっぱい！！（1998年11月）
23. 王女さまとかわりっこ！？（1999年5月）
24. ママにはないしょのラブレター！！（1999年11月）
25. 一日だけ魔女にならせて！！（2000年7月）
26. 氷の国のプリンセス！！（2000年12月）
27. まほうの森の恋のメロディー（2001年6月）
28. まほうの国へつれてって！！（2001年11月）
29. すてきなまほうつかいの男の子！！（2002年6月）
30. 王子さまはすてきな天使！！（2002年11月）
31. 世界一すてきなおにいさん！？（2003年6月）
32. ときめきのまほう王国へ！！（2003年11月）
33. ラブレターはわたしのもの！？（2004年6月）
34. 百年目にめざめた魔女（2004年11月）
35. まほうのおしろでベビーシッター！！（2005年7月）
36. まほうつかいのいる学校！？（2005年12月）
37. 王子さまとドラゴンたいじ！！（2006年7月）
38. 百発百中恋うらない！！（2006年11月）
39. シンデレラ魔女と白雪魔女（2007年8月）
40. まほうの国のプリンス＆プリンセス（2008年1月）
41. 魔王がママにプロポーズ！？（2008年8月）
42. 魔女になれるおまじない！！（2009年2月）
43. かわいい魔女のゆうれい！！（2009年8月）
44. まほうの国の空とぶ妖精（2010年2月）
45. 真夜中のまほう☆ショッピング！？（2010年9月）
46. まほうの国のひみつのともだち（2011年3月）
47. ドキドキ☆まほうレッスン！（2011年9月）
48. ドラキュラなんてなりたくない！！（2012年6月）
49. 大魔女のすてきな呪文（2012年12月）
50. さよなら、まほうの国！！（2013年6月）

- せいぎのみかた五つ子ちゃんシリーズ（絵：佐々木洋子、ポプラ社）

1. せいぎのみかた五つ子ちゃんと五つ子星のおうじさま（1992年9月）
2. せいぎのみかた五つ子ちゃんとかいじゅうパクゴン（1992年12月）
3. せいぎのみかた五つ子ちゃんとカレーのかいぞく（1993年8月）

- ミニミニおばけシリーズ（絵：国井節、ポプラ社）

1. ミニミニおばけのまじょっぴ（2003年4月）
2. ミニミニおばけ ホネホネのおてつだい（2003年12月）
3. ミニミニおばけ いつもいっしょミイとラー（2004年11月）

- 魔女探偵団シリーズ（絵：岩本真槻、岩崎書店 フォア文庫）

1. バレン姫の魔法のつえ（2004年6月）
2. 幽霊とデート中！（2004年11月）
3. 夢みるドラキュラ（2005年6月）
4. 千年のラブストーリー（2006年5月）

- チビまじょチャミーシリーズ（絵：琴月綾、岩崎書店）

1. チビまじょチャミー（2007年10月）
2. チビまじょチャミーとにじのプリンセス（2009年4月）
3. チビまじょチャミーとおかしバースデー（2011年6月）
4. チビまじょチャミーとバラのおしろ（2012年6月）
5. チビまじょチャミーとラ・ラ・ラ・ダンス（2013年6月）
6. チビまじょチャミーとおばけのパーティー（2014年6月）
7. チビまじょチャミーとようせいのドレッサー（2015年6月）
8. チビまじょチャミーとハートのくに（2016年6月）
9. チビまじょチャミーとチョコレート王子（2017年6月）
10. チビまじょチャミーとほしのティアラ（2018年6月）

- ヒメコひめシリーズ（絵：まついあや、教育画劇）

1. ヒメコひめのおたんじょうび（2015年1月）
2. ヒメコひめのおかしやさん（2015年12月）
3. ヒメコひめとおしゃれひめ（2016年11月）

- まじょのナニーさんシリーズ（絵：はっとりななみ、ポプラ社）

1. まじょのナニーさん　まほうでお世話いたします（2016年7月）
2. まじょのナニーさん　にじのむこうにおつれします（2017年7月）
3. まじょのナニーさん　女王さまのおとしもの（2018年2月）
4. まじょのナニーさん　ふわふわピアノでなかなおり（2018年10月９
5. まじょのナニーさん　青空のおともだちケーキ（2019年4月）

- こんにちは！ふしぎ日和（絵：西岡りき、PHP研究所、1993年9月）
- おねぼうパイとおはようケーキ まじょのケーキやさん（絵：ゆーちみえこ、ポプラ社、1995年4月）
- お花のくにのプリンセス ミモレひめとデモレひめ（絵：いがわひろこ、PHP研究所、1995年4月）
- 鏡の中の魔法使い（絵：金井塚道栄、ポプラ社、1996年3月）
- じどうしゃカーくんまいごになる（絵：長崎訓子、ポプラ社、1997年7月）
- 学校おばけの音楽会（絵：岡本美子、PHP研究所、1997年7月）
- じどうしゃカーくんテレビにでる（絵：長崎訓子、ポプラ社、1997年8月）
- まほうつかいマホタン（絵：大沢幸子、ポプラ社、1998年9月）
- モットしゃちょうとモリバーバのもり（絵：こばようこ、ポプラ社、2005年7月）
- おおもりこもりてんこもり（絵：とよたかずひこ、ポプラ社、2008年2月）
- ラブ魔女ララとおかしの国のプリンセス（絵：十々夜、PHP研究所、2011年1月）
- ねっこばあのおくりもの（絵：北見葉胡、ポプラ社、2012年7月）
- エプロンひめのキラキラ☆プリンセスケーキ（絵：みずなともみ、WAVE出版、2013年6月）

### 漫画化
- いたずらまじょ子の大冒険（全5巻、作画：みずなともみ、ポプラ社 ブンブンコミックス、2004年 - 2006年）